# 高雄榮民總醫院

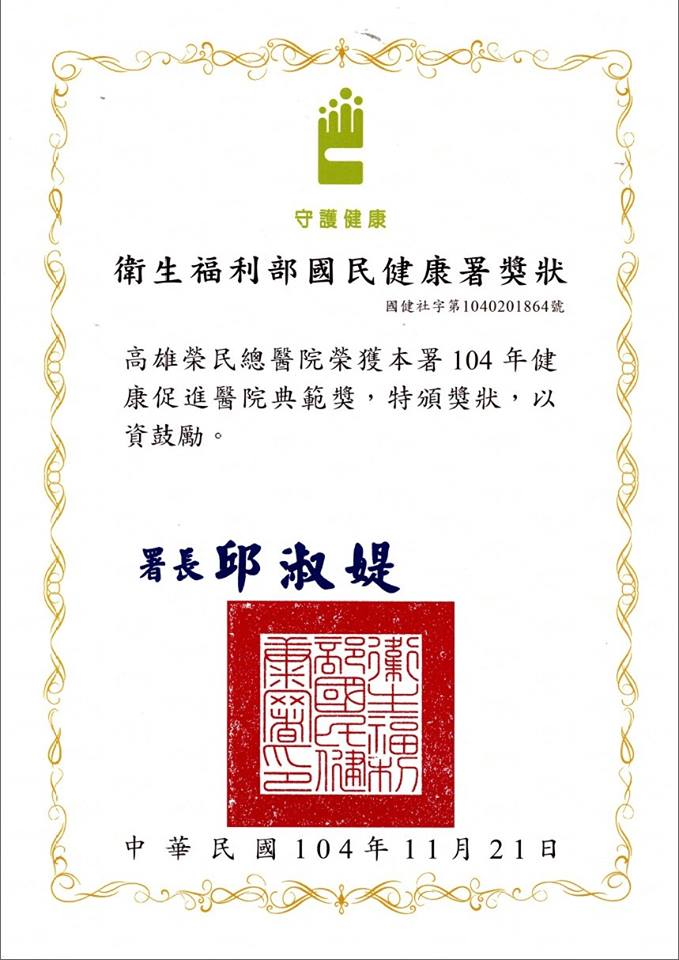
衛生福利部國民健康署獎狀（國健社字第1040201864號），高雄榮民總醫院獲2015年健康促進醫院典範獎

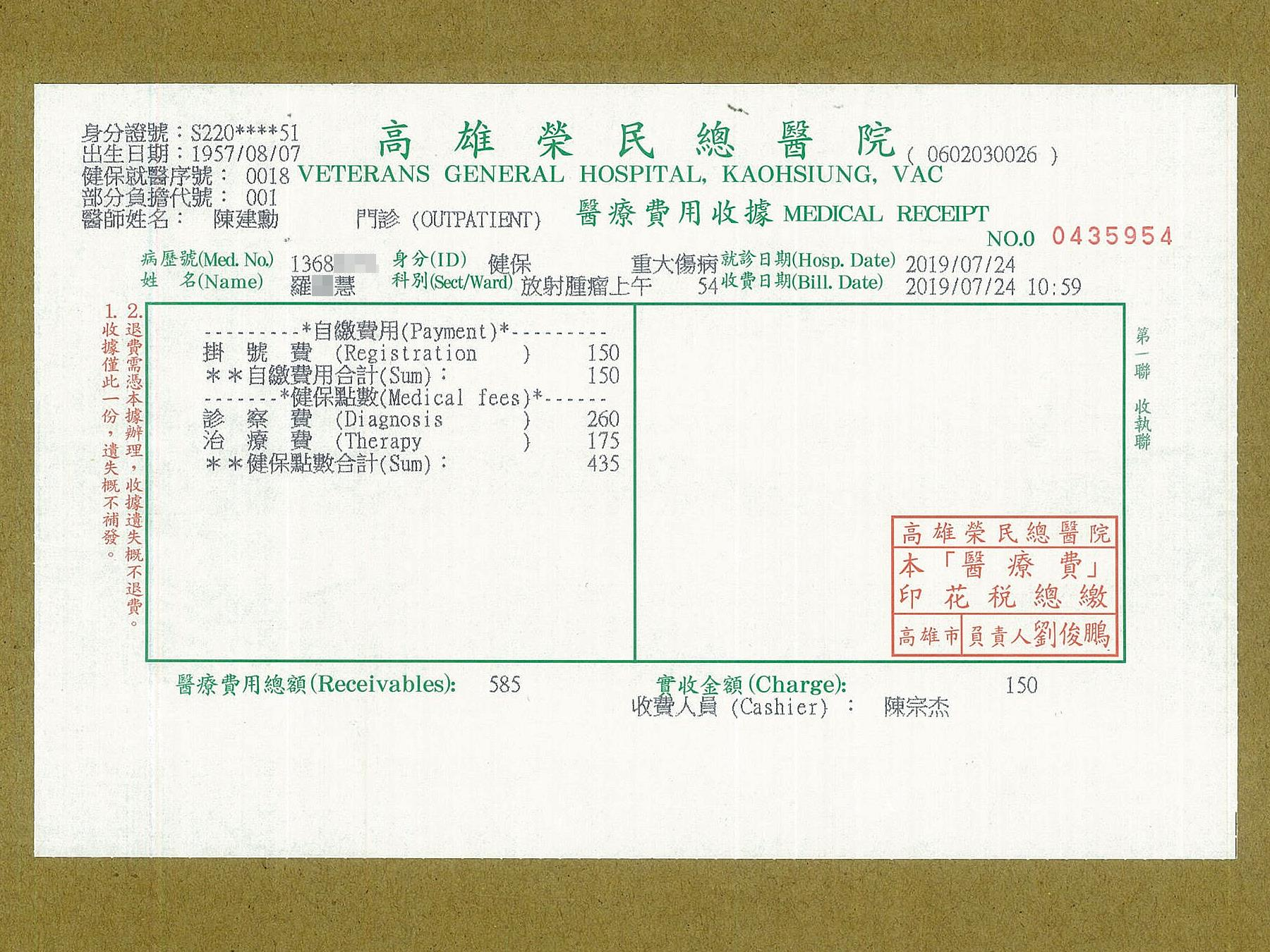
高雄榮民總醫院醫療費用收據第一聯（收執聯）

22°40′46″N 120°19′25″E / 22.67942°N 120.32368°E
高雄榮民總醫院（英語：Kaohsiung Veterans General Hospital），簡稱高雄榮總、高榮，位於高雄市左營區大中一路386號。為台灣醫學中心暨甲類教學醫院，也是高屏地區其中一個公立醫學中心。

高雄榮總集醫療服務、教學訓練、醫學研究與環境永續等四大範疇於一身，不僅提供南部地區榮民、榮眷及一般民眾最佳之醫療服務與照顧，深獲社會大眾一致好評與肯定，現為國防醫學大學與陽明交通大學之教學醫院，同時亦接受各公私立醫學院校醫、牙、藥、護、醫技、醫管及其他各職類科系學生來院見習和實習，各醫事部門亦協助國內、國外各醫療機構的人力培訓。醫學研究方面，不論論文發表篇數、技術移轉、SNQ醫療品質認證等各項成果豐碩。響應政府2050淨零排放政策，本院成立環境暨能源管理會，積極推行環境保護與節能減碳措施，民國112年榮獲行政院頒發國家永續發展獎。
高雄榮總提供多元的醫療特色服務，專業、技術高超且高優質照護團隊，如：高壓氧治療中心、心臟血管醫學中心、重症醫學中心、生殖醫學中心、正子造影中心、癌症防治中心、戒菸治療管理中心、代謝減重中心、美容醫學中心、健康管理中心、品質管理中心、高齡醫學中心、遠距醫療中心、國際醫療事務中心等，持續加強對南部地區急重症病患之服務能量。另衛生福利部為提升高屏區緊急醫療網應變能力，亦指派本院成立高屏區緊急醫療災難應變指揮中心，強化高屏區緊急醫療服務水準。
因應高齡化社會長照需求方面，本院申請衛生福利部獎助布建住宿式長照機構公共化資源計畫，成立全國第一家完成住宿式長照機構的醫學中心，結合本院高齡醫學中心、高齡日間照顧中心、長照A級單位（社區整合型服務中心）、居家護理所、遠距醫療中心等，建構長照一條龍式的社區整體照護模式，進一步讓有居家醫療需求或偏遠地區民眾，得到即時的照顧與服務。
高雄榮總是高屏地區唯一公立醫學中心，成立迄今深獲社會大眾一致好評與肯定。民國80年6月20日首次獲衛生福利部評定為合格教學醫院，此後分別於82年、84年、88年、91年、94年、98年、102、106年連續八次獲評為醫學中心及教學醫院。
高雄榮總自創院以來，即秉持「高質服務、雄心創新、榮耀生命、總歸愛心」的核心價值，身負整合南區榮民醫療體系之重責，致力提升區域醫療水準，積極推動社區健康營造、社區醫療群和支援偏鄉醫療，並參與國際醫療事務，執行國家衛生政策、肩負社會責任及照顧全民健康為己任，以實現「精進高榮、名揚天下」永續發展的願景！

## 歷史
行政院國軍退除役官兵輔導委員會為加強照顧臺灣南部地區榮民、榮眷及一般民眾的醫療服務，促進醫學發展，於1984年正式籌建「臺北榮民總醫院高雄分院」，並列為行政院「十四項重要建設計畫」子項目之一。
- 1985年，由鄭德齡醫師負責籌備。
- 1986年12月27日，動土興建。
- 1990年10月31日，正式開幕。
- 1993年7月1日，改制為「高雄榮民總醫院」。
- 2003年8月，急診大樓完工。
- 2013年11月，隨國軍退除役官兵輔導委員會組織調整，全銜由「行政院國軍退除役官兵輔導委員會高雄榮民總醫院」更名為「高雄榮民總醫院」。
- 2014年11月，高齡醫學大樓完工啟用。
- 2023年10月18日，健康照護大樓暨住宿式長照機構完工啟用。
- 2024年1月取得高雄市立聯合醫院經營管理權，大大提升民眾接受醫學中心級醫療服務的可近性。

## 組織

### 行政單位

#### 行政
- 營養室 
  - 臨床營養組
  - 膳食管理組
- 社會工作室 
  - 社會工作組
  - 輔導組
  - 公共關係組
- 職業安全衛生室
- 工務室 
  - 設計施工組
  - 公用設備組
  - 醫學工程組
  - 修護保養組
- 補給室
  - 採購組
  - 資財組
  - 配發組
- 總務室
  - 事務組
  - 出納組
  - 文書組
- 資訊室
  - 應用發展組
  - 系統操作組
  - 技術網路組
  - 分院組
- 人事室
  - 任免組
  - 考核組
  - 資料組
- 政風室 
  - 政風組
  - 防護組
- 主計室
  - 歲計組
  - 稽核組
  - 會計組
  - 成本組

### 醫療部門
- 內科部 
  - 心臟內科
  - 胸腔內科
  - 胃腸肝膽科
  - 神經內科
  - 內分泌新陳代謝科
  - 腎臟科
  - 血液腫瘤科
  - 過敏免疫風濕科
  - 感染科
  - 一般內科
- 外科部 
  - 一般外科
  - 胸腔外科
  - 心臟血管外科
  - 神經外科
  - 泌尿外科
  - 大腸直腸外科
  - 重建整形外科
  - 兒童外科
  - 移植外科
- 骨科部
  - 骨折創傷科
  - 骨病科
  - 運動醫學科
  - 兒童骨科
- 婦女醫學部 
  - 婦科
  - 高危險妊娠暨產科
  - 生殖內分泌不孕症科
- 兒童醫學部 
  - 一般兒科
  - 新生兒科
  - 兒童心臟科
  - 兒童急重症科
  - 兒童免疫腎臟科
- 復健醫學部
  - 骨骼關節復健科
  - 神經復健科
- 放射線部
  - 呼吸循環放射科
  - 腹部影像醫學科
  - 神經放射科
  - 介入性診療影像醫學科
  - 骨骼關節放射科
  - 超音波暨乳房影像醫學科
  - 醫事放射科
- 精神部
  - 心身醫學科
  - 兒童青少年精神科
  - 老年精神科
- 急診部
  - 災難醫學科
  - 外傷醫學科
  - 急診醫學科
  - 臨床毒物科
- 眼科部
  - 一般眼科
  - 屈光矯正科
  - 視力保健科
  - 視覺功能科
- 耳鼻喉頭頸部
  - 耳科
  - 鼻頭頸科
  - 口腔咽喉科
- 放射腫瘤部
  - 一般放射腫瘤科
  - 特殊放射腫瘤科
- 病理檢驗部 
  - 組織病理科
  - 細胞病理科
  - 分子病理科
  - 臨床檢驗科
- 家庭醫學部
  - 社區醫學科
  - 家庭醫學科
  - 安寧緩和醫學科
- 任務編組
  - 心臟血管醫學中心
  - 研創中心
  - 法律研究中心
  - 輻射安全室
- 麻醉部 
  - 一般麻醉科
  - 心胸麻醉科
  - 疼痛科
  - 婦幼麻醉科
- 口腔醫學部 
  - 贋復牙科
  - 口腔顎面外科
  - 家庭牙醫科
  - 兒童牙科及齒顎矯正牙科
- 重症醫學部 
  - 重症加護內科
  - 重症加護外科
- 藥學部 
  - 臨床藥學科
  - 門診調劑科
  - 住院調劑科
- 護理部
- 教學研究部 
  - 醫學教學科
  - 醫學研究科
  - 臨床試驗科
  - 教研行政組
- 醫務企管部 
  - 醫療事務組
  - 病歷管理組
  - 醫療費用組
  - 醫務企劃組
  - 績效管理組
- 健康管理中心
  - 健康檢查科
  - 健康管理科
- 高齡醫學中心
  - 高齡整合照護科
  - 高齡醫學科
- 癌症防治中心
  - 癌症防治科
  - 癌症照護科
- 品質管理中心
  - 醫品病安管理科
  - 臨床資訊科
  - 品質認證組
- 核醫科
- 皮膚科
- 傳統醫學科
- 職業醫學科
- 感染管制室

## 歷任院長
| 任次                       | 姓名                       | 就任時間                   | 卸任時間                   | 備註                       |
| 臺北榮民總醫院高雄分院院長 | 臺北榮民總醫院高雄分院院長 | 臺北榮民總醫院高雄分院院長 | 臺北榮民總醫院高雄分院院長 | 臺北榮民總醫院高雄分院院長 |
| -------------------------- | -------------------------- | -------------------------- | -------------------------- | -------------------------- |
| 1                          | 鄭德齡                     | 1987年7月                  | 1993年7月                  |                            |
| 高雄榮民總醫院院長         |                            |                            |                            |                            |
| 1                          | 鄭德齡                     | 1993年7月                  | 1997年3月12日              | 任內病逝                   |
| 2                          | 楊建芳                     | 1997年3月13日              | 2003年5月19日              |                            |
| 3                          | 鄭國琪                     | 2003年5月19日              | 2010年1月15日              |                            |
| 4                          | 黃榮慶                     | 2010年1月16日              | 2013年7月16日              |                            |
| 5                          | 莫景棠                     | 2013年7月17日              | 2016年1月16日              |                            |
| 6                          | 劉俊鵬                     | 2016年1月16日              | 2020年1月31日              |                            |
| 7                          | 林曜祥（空軍上校退伍）     | 2020年2月1日               | 2024年1月16日              |                            |
| 8                          | 陳金順                     | 2024年1月16日              | 現任                       |                            |

## 分院

### 高雄榮民總醫院臺南分院
地址為臺南市永康區復興路427號，2012年由永康榮民醫院改制。